# Bisdom Yamoussoukro
Het bisdom Yamoussoukro (Latijn: Dioecesis Yamussukroensis) is een rooms-katholiek bisdom met als zetel Yamoussoukro in  Ivoorkust. Het is een suffragaan bisdom van het aartsbisdom Bouaké. Het bisdom werd opgericht in 1992.
In 2020 telde het aartsbisdom 26 parochies. Het heeft een oppervlakte van 19.890 km² en telde in 2020 1.208.000 inwoners waarvan 12,3% rooms-katholiek was.  
De Basiliek Notre-Dame de la Paix, een van de grootste kerken ter wereld, ligt in Yamoussoukro maar is niet de zetel van het bisdom. Dat is de Sint-Augustinuskathedraal. 

## Bisschoppen
- Bernard Agré (1992-1994)
- Paul-Siméon Ahouanan Djro, O.F.M. (1995-2006)
- Joseph Yapo Aké (2006-2008)
- Marcellin Yao Kouadio (2009-2018)
- vacant